# Павлівка (зупинний пункт, Львівська залізниця)
Па́влівка — пасажирський залізничний зупинний пункт Івано-Франківської дирекції Львівської залізниці.
Розташований на півночі Угринова, неподалік Павлівка, Тисменицький район, Івано-Франківської області на лінії Стрий — Івано-Франківськ між станціями Івано-Франківськ (8 км) та Ценжів (8 км).
Станом на лютий 2019 року щодня три пари дизель-потягів прямують за напрямком Стрий — Івано-Франківськ.